# Pereskia guamacho
Pereskia guamacho är en kaktusväxtart som beskrevs av Frédéric Albert Constantin Weber. Pereskia guamacho ingår i släktet trädkaktusar, och familjen kaktusväxter. Inga underarter finns listade i Catalogue of Life.